# Sautens
Sautens é um município da Áustria, situado no distrito de Imst, no estado do Tirol. Tem 11,6 km² de área e sua população em 2019 foi estimada em 1.620 habitantes.